# Ardisia martinensis
Ardisia martinensis là một loài thực vật thuộc họ Myrsinaceae. Đây là loài đặc hữu của Peru.